# Алекса Стрикович
Алекса Стрикович (на сръбски: Алекса Стриковић) е югославски и сръбски шахматист.

## Биография
Роден е на 12 май 1961 г. в Скопие, тогава в Социалистическа федеративна република Югославия. Печели югославския шампионат през 1992 г. Играе за Югославия на три шахматни олимпиади: 1990 (за третия отбор), 1996 и 1998 година. Участва два пъти в шахматните балканиади (1988 и 1990 г.). Участва в Европейската клубна купа през 1990 г. с SK Radnički Niš и през 1999 г. с ŠK Montenegrobanka Podgorica.
Печели шампионата на Югославия (Сърбия и Черна гора) през 1992 г. Заема първо място на Открития шампионат на Южна Африка през 2016 г.
През 1986 г. му е присъдено званието международен майстор (IM), а през 1996 г. титлата гросмайстор (GM).